# 大甲溪發電廠青山分廠
大甲溪發電廠青山分廠為一座位於臺灣臺中市和平區的水力發電廠，即大甲溪中游達見峽谷的下游，為台灣電力公司大甲溪發電廠系列中的其中一座分廠，舊稱青山發電廠，納入大甲溪發電廠旗下後全名改名為臺灣電力股份有限公司大甲溪發電廠青山分廠，是臺灣裝置容量最大的慣常水力發電廠。2004年七二水災造成廠房淹水受損嚴重，2009年展開復建工程，於2015年底完成復建工程開始重新商轉。

## 沿革
青山發電廠於1964年（民國53年）7月1日開工，並首先於1970年（民國59年）底完成1號機與2號機的組裝開始發電，並將「下達見」發電廠更名為命名為「青山發電廠」，青山發電廠於同年12月20日正式成立。
青山發電廠第3、4號機的擴充工程於1971年4月由臺電公司自行設計，並且委託美國哈察工程公司（Harza. Consult Engineering Co.）擔任顧問工程師，為美援計畫中最後一個工程，總工程費用約7,230萬美元。第3、4號機組裝置容量各為9萬瓩，於1973年（民國62年）6月竣工發電。
青山發電廠與大壩設計及施工悉由臺灣電力公司負責，工程顧問則由美國哈察公司擔任，為一慣常式調整池式發電廠。與青山發電廠搭配蓄水發電的是青山壩，位於德基水庫大壩下游約1公里處，為混凝土重力壩，壩高45公尺，壩頂裝設寬10.7公尺，高20公尺之弧型閘門3座，有效容量約59萬立方公尺。
青山發電廠係一地下式廠房，位於青山附近大甲溪右岸山腹內，廠房長89.5公尺、寬17.5公尺、高36公尺，地下廠房結構為大甲溪流域各廠中規模最大者。電廠裝置有四部豎軸法蘭西斯式水輪發電機組，設計流量為150秒立方公尺，設計水頭275.0公尺，總裝置容量為36萬瓩（360MW），年平均發電量為5.9億度，為臺灣最大的慣常水力發電廠。發電後尾水則經由尾水隧道放入谷關水庫中。

### 災害與復建工程
2004年（民國93年）7月2日，青山發電廠遭敏督利颱風帶來的「七二水災」重創，造成地下廠房淹水，水輪發電機、主變壓器、控制室及開關場等設備皆泡水損壞，嚴重受損。
復建可行性計畫已於2008年（民國97年）6月3日奉行政院同意辦理，並在2008年10月27日通過環保署環評審查，2009年11月展開復建工程，總經費達新臺幣一百七十多億元，主要工程於2010年6月開工，2013年8月7日青山分廠新闢的尾水隧道竣工貫通，長度2,060公尺，並將尾水隧道延長至谷關水壩，青山電廠預計2015年12月重新商轉。預計新機組之總裝機容量達36萬8千千瓦（368MW），比舊的四部機組增加八千瓩，年發電量可達6億2千171萬度，預計仍是臺灣最大的慣常水力發電廠，也是大甲溪沿線德基、青山、谷關、天輪、新天輪、馬鞍等六個分電廠中最大者。
截至2012年12月底止，青山電廠復建工程累計完成進度為43.32%。2015年5月及6月，1號機與2號機併入系統運轉發電，而第3、4號機組預定於2015年年底前完工發電。

## 設施

### 商轉中
| 名稱   | 發電機型號                     | 水輪機型號                           | 機組數量 | 發電方式 | 有效落差（公尺） | 單一機組用水量（CMS） | 容量（MW） | 位置         | 商轉日期   | 狀態   |
| ------ | ------------------------------ | ------------------------------------ | -------- | -------- | ---------------- | --------------------- | ---------- | ------------ | ---------- | ------ |
| 一號機 | 日本三菱電機製交流式同步發電機 | 日本日立製作所製豎軸法蘭西斯式水輪機 | 1        | 調整池式 | 275.0            | 37.25CMS              | 92MW       | 臺中市和平區 | 2015年5月  | 商轉中 |
| 二號機 | 日本三菱電機製交流式同步發電機 | 日本日立製作所製豎軸法蘭西斯式水輪機 | 1        | 調整池式 | 275.0            | 37.25CMS              | 92MW       | 臺中市和平區 | 2015年6月  | 商轉中 |
| 三號機 | 日本三菱電機製交流式同步發電機 | 日本日立製作所製豎軸法蘭西斯式水輪機 | 1        | 調整池式 | 275.0            | 37.25CMS              | 92MW       | 臺中市和平區 | 2015年8月  | 商轉中 |
| 四號機 | 日本三菱電機製交流式同步發電機 | 日本日立製作所製豎軸法蘭西斯式水輪機 | 1        | 調整池式 | 275.0            | 37.25CMS              | 92MW       | 臺中市和平區 | 2015年10月 | 商轉中 |

### 已汰除
| 名稱   | 發電機型號                     | 水輪機型號                         | 機組數量 | 發電方式 | 有效落差（公尺） | 單一機組用水量（CMS） | 容量（MW） | 位置         | 商轉日期      | 狀態   |
| ------ | ------------------------------ | ---------------------------------- | -------- | -------- | ---------------- | --------------------- | ---------- | ------------ | ------------- | ------ |
| 一號機 | 日本三菱電機製交流式同步發電機 | 日本三菱重工製豎軸法蘭西斯式水輪機 | 1        | 調整池式 | 275.0            | 35.25CMS              | 90MW       | 臺中市和平區 | 1971年2月19日 | 已拆除 |
| 二號機 | 日本三菱電機製交流式同步發電機 | 日本三菱重工製豎軸法蘭西斯式水輪機 | 1        | 調整池式 | 275.0            | 35.25CMS              | 90MW       | 臺中市和平區 | 1971年2月19日 | 已拆除 |
| 三號機 | 日本三菱電機製交流式同步發電機 | 日本三菱重工製豎軸法蘭西斯式水輪機 | 1        | 調整池式 | 275.0            | 35.25CMS              | 90MW       | 臺中市和平區 | 1973年6月6日  | 已拆除 |
| 四號機 | 日本三菱電機製交流式同步發電機 | 日本三菱重工製豎軸法蘭西斯式水輪機 | 1        | 調整池式 | 275.0            | 35.25CMS              | 90MW       | 臺中市和平區 | 1973年7月21日 | 已拆除 |

### 管理
- 電廠名稱：大甲溪發電廠青山分廠
- 管理單位：臺灣電力公司大甲溪發電廠
- 廠內編制：3

### 設施
- 廠房類型：地下蘑菇式廠房
- 取水來源：大甲溪（青山壩）
- 壓力鋼管：壓力隧道於頭水平壓塔處分歧為兩條，進入上閥室連接壓力鋼管向下傾斜50度直達廠房附近，下端轉為水平後，復分歧為二支管進入廠房，壓力鋼管直徑自4.7公尺漸縮至4.0公尺，分歧管直徑2.3公尺。

## 青山壩溫泉
青山壩溫泉於2011年5月9日在壩底集水區內首度探勘，由於青山壩處於毀損待重建的狀態，因此並沒有蓄水發電，而壩底便露出溫泉的露頭，水溫約在40℃至56℃，泉質為碳酸氫鈉泉，但由於青山發電廠即將重新發電，青山壩也因此將重新蓄水，到時將會被淹沒。
青山壩下遊於德基壩溢洪隧道出口處附近的河床左岸也見過溫泉露頭。

## 圖集

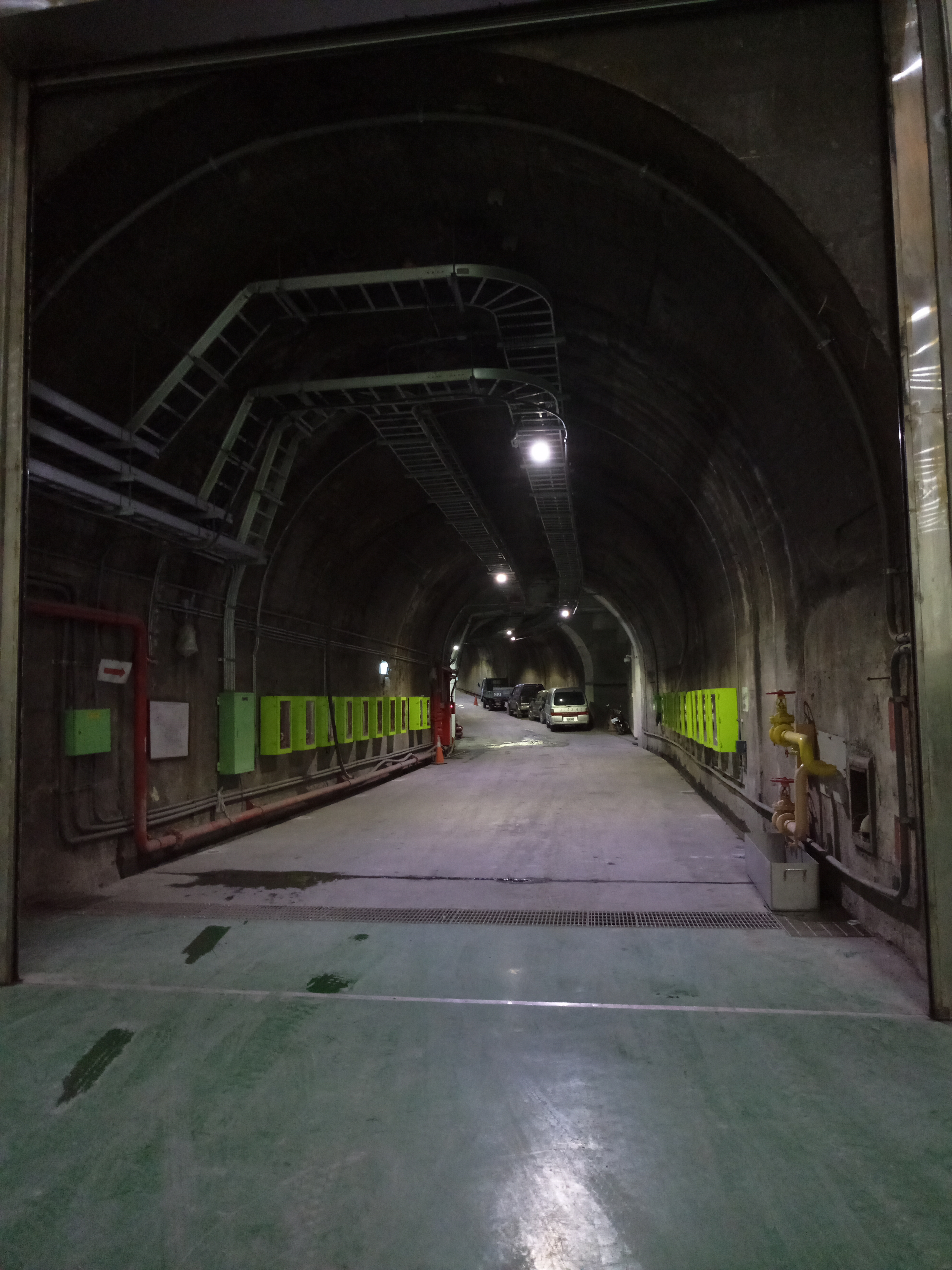
青山分廠地下廠房通達隧道，全長約5.6公里。
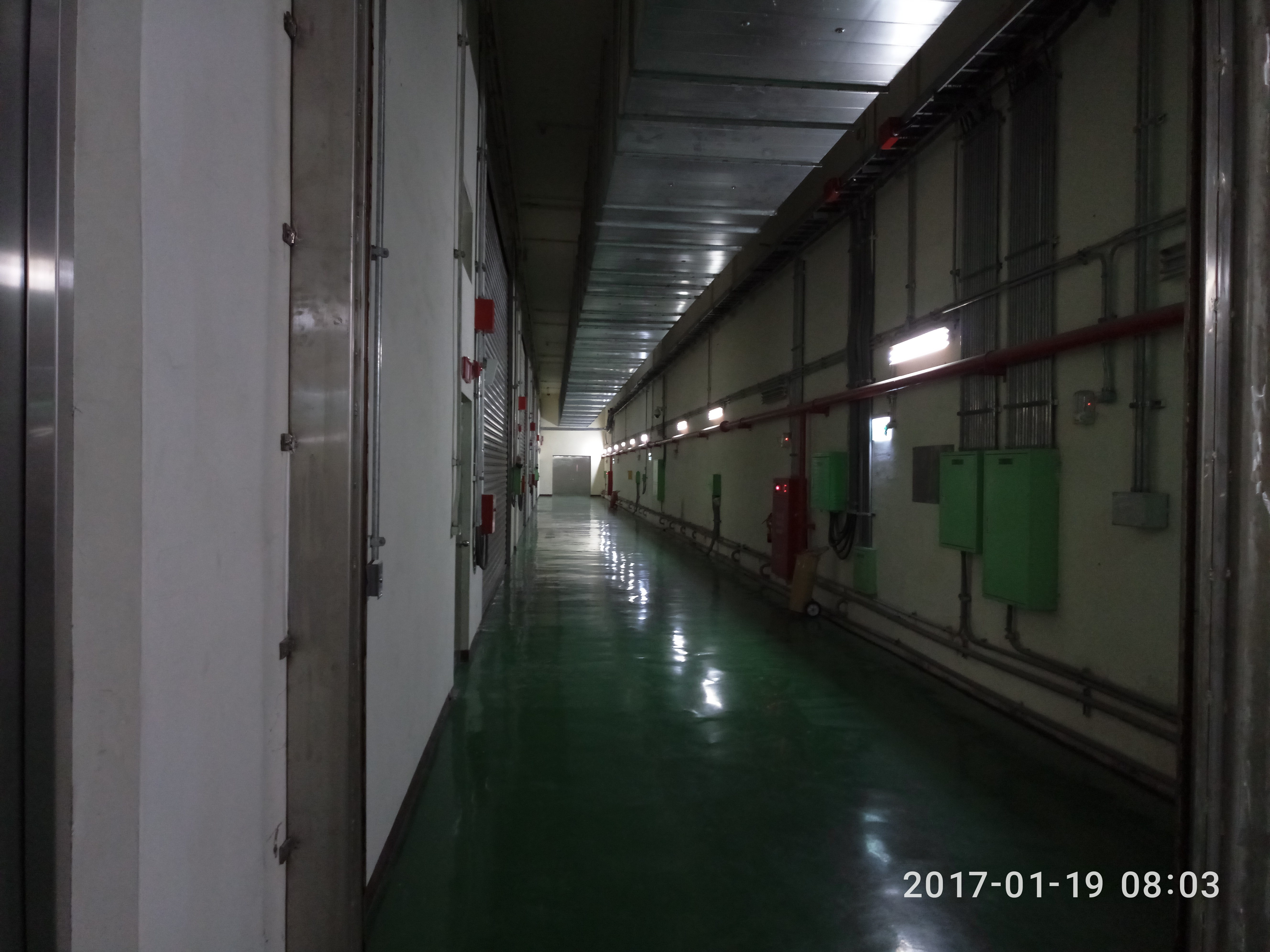
青山分廠發電後的主變壓器廊道，裝設有四部變壓器。
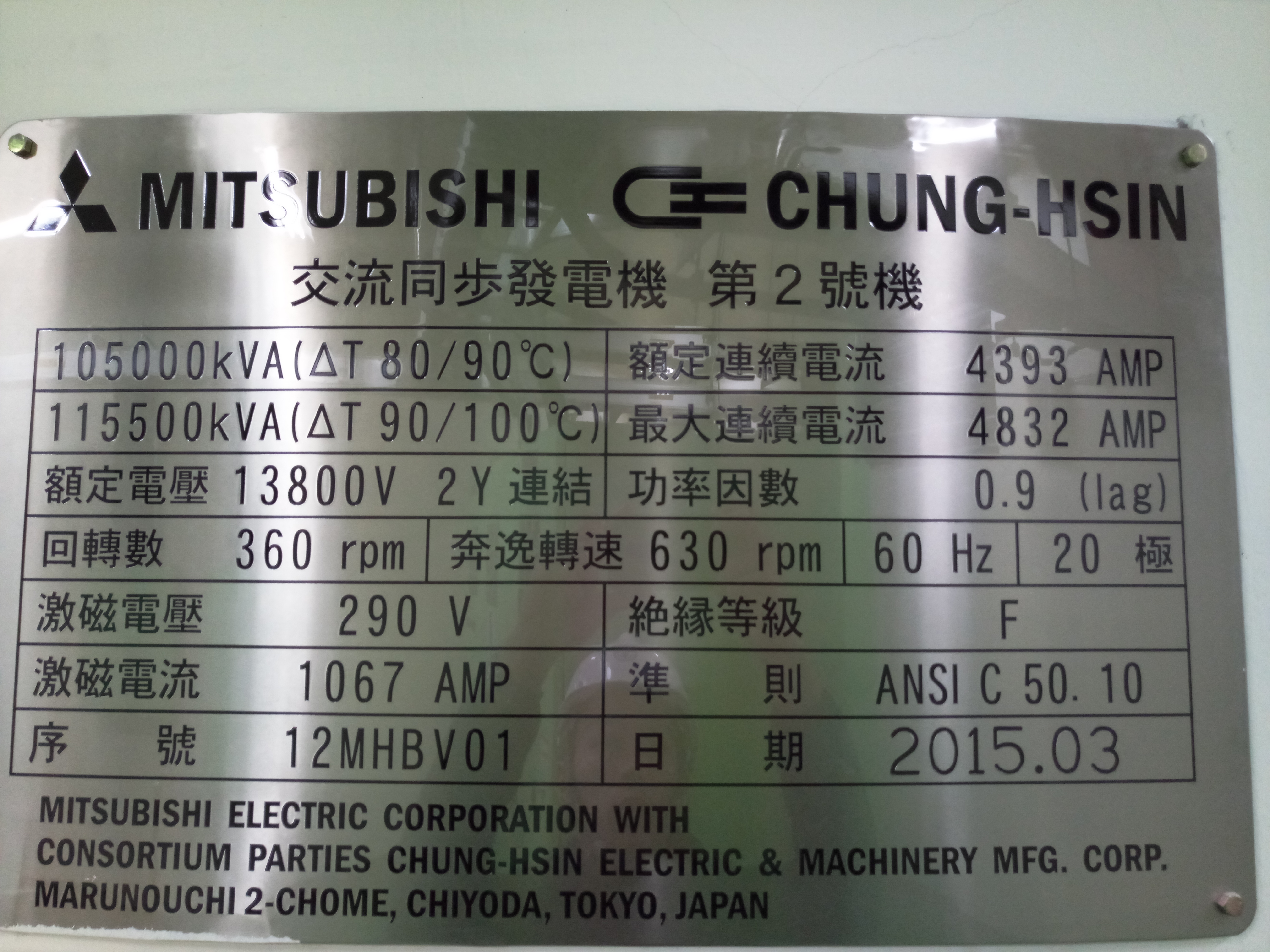
青山分廠發電機銘板，由日本三菱公司承製。
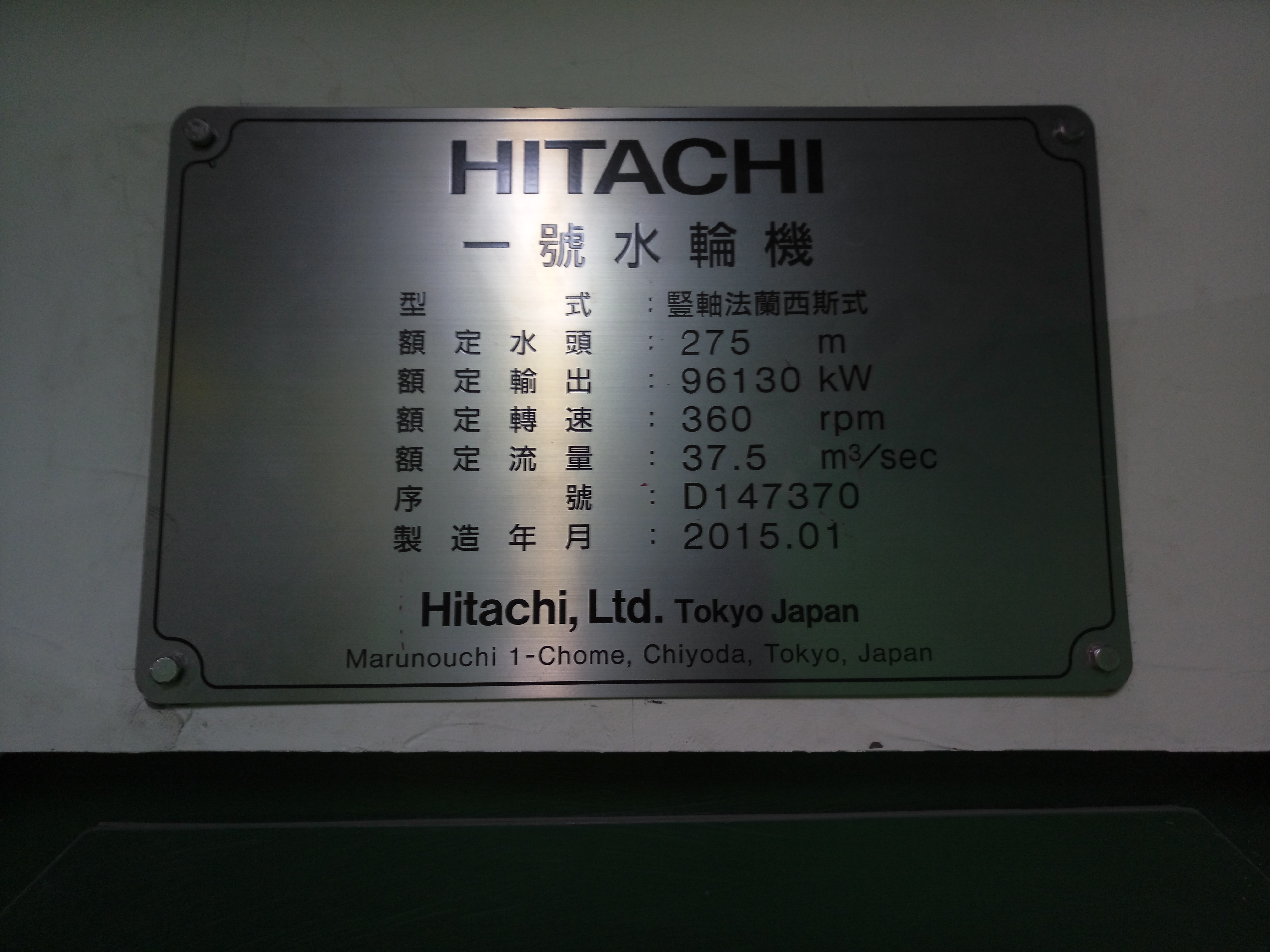
青山分廠水輪機銘板，由日本日立公司承製。

## 外部連結
- （繁體中文）德基水庫介紹-青山調整池
- （繁體中文）台灣電力公司（页面存档备份，存于）
- （繁體中文）大甲溪發電廠（页面存档备份，存于）